# 長尾郵便局 (岡山県)
長尾郵便局（ながおゆうびんきょく）は、岡山県倉敷市にある郵便局。民営化前の分類では集配特定郵便局であった（現在は集配機能を廃止）。

## 概要
住所：〒710-0251 岡山県倉敷市玉島長尾2679-2

### 出張所（局外ATM）
民営化前は以下の場所に出張所としてATMを設置していた。現在も同じ場所にATMがあるが、管理はゆうちょ銀行広島支店となっている。
- 作陽学園内出張所

## 沿革
- 1874年（明治7年）12月16日 - 長尾郵便取扱所として開設[1]。
- 1875年（明治8年）1月1日 - 長尾郵便局（五等）となる。
- 1885年（明治18年）6月30日 - 廃止。
- 1907年（明治40年）3月16日 - 長尾郵便局（三等）として再設置。
- 1966年（昭和41年）7月24日 - 和文電報配達事務を玉島電報電話局に移管[2]。
- 1967年（昭和42年）1月30日 - 玉島市長尾から同市爪崎に移転。
- 1982年（昭和57年）5月24日 - 倉敷市玉島爪崎から同市玉島長尾に移転。
- 2007年（平成19年）3月5日 - ゆうゆう窓口を廃止。
- 2007年（平成19年）10月1日 - 民営化に伴い、併設された郵便事業倉敷支店長尾集配センターに一部業務を移管。
- 2012年（平成24年）10月1日 - 日本郵便株式会社発足に伴い、郵便事業倉敷支店長尾集配センターを長尾郵便局に統合。
- 2018年（平成30年）10月9日 - 集配業務を玉島郵便局に移管。

## 取扱内容
- 郵便、印紙、ゆうパック、内容証明
- 貯金、為替、振替、振込、国債
- 生命保険、バイク自賠責保険
- ゆうちょ銀行ATM

## 周辺
- くらしき作陽大学
- 作陽音楽短期大学
- 国道2号玉島バイパス

## アクセス
- JR山陽新幹線・山陽本線 新倉敷駅から徒歩約6分
- 井笠バス、ロウズバス 新倉敷駅停留所および両備バス 新倉敷駅北口停留所下車
- 山陽自動車道 玉島ICから南西へ約2km
- 駐車場あり：5台